# جورج كاستر
جورج كاستر (بالإنجليزية: George Caster)‏ هو لاعب كرة قاعدة أمريكي، ولد في 4 أغسطس 1907 في كولتون في الولايات المتحدة، وتوفي في 18 ديسمبر 1955 في لاكيووود في الولايات المتحدة.

## وصلات خارجية
- جورج كاستر على موقعبيزبول رفرنس.كوم (الدوري الرئيسي) (الإنجليزية)